# 모토주쿠역 (아이치현)
모토주쿠역(일본어: 本宿駅)은 일본 아이치현 오카자키시에 위치한 나고야 철도 나고야 본선의 철도역이다. 역 번호는 NH 08이며, 섬식 승강장 2면 4선의 구조를 갖춘 지상역이다.

## 타는 곳
| 1 | ■ 나고야 본선 | 하행 | 히가시오카자키 · 나고야 · 메이테쓰기후 · 이누야마 · 주부코쿠사이쿠코 방면 | 대피선 |
| 2 | ■ 나고야 본선 | 하행 | 히가시오카자키 · 나고야 · 메이테쓰기후 · 이누야마 · 주부코쿠사이쿠코 방면 | 본선   |
| 3 | ■ 나고야 본선 | 상행 | 도요하시 · 도요카와이나리 방면                                            | 본선   |
| 4 | ■ 나고야 본선 | 상행 | 도요하시 · 도요카와이나리 방면ㄴ                                          | 대피선 |

## 이용 현황
- 2013년 기준 : 5,374명

## 역 주변
- 국도 제1호선
- 닌겐칸쿄 대학
- 도미타 병원

## 인접 역
| 나고야 철도 나고야 본선            | 나고야 철도 나고야 본선       | 나고야 철도 나고야 본선                |
| ---------------------------------- | ----------------------------- | -------------------------------------- |
| NH 04 고 도요하시 방면             | □ 쾌속 특급 · ■ 특급 · ■ 급행 | 미아이 NH 11 메이테쓰기후 방면         |
| NH 04 고 도요하시 방면             | ■ 준특급                      | 후지카와 NH 10 메이테쓰기후 방면       |
| NH 07 메이덴나가사와 도요하시 방면 | ■ 보통                        | 메이덴야마나카 NH 09 메이테쓰기후 방면 |